# Headcorn
Headcorn är en ort och civil parish i grevskapet Kent i sydöstra England. Orten ligger i distriktet Maidstone, cirka 17 kilometer väster om Ashford och cirka 14 kilometer sydost om Maidstone. Tätorten (built-up area) hade 3 299 invånare vid folkräkningen år 2021.